# 帯広日産自動車
帯広日産自動車株式会社（おびひろにっさんじどうしゃ）は、北海道帯広市に本社を置く、帯広運輸支局管内エリアと釧路運輸支局管内エリアの2地域を販売エリアとする日産自動車のレッド&ブルーステージ店（全系列併売・全車種販売）である。

## 沿革
- 1969年8月 - 日産プリンス帯広販売株式会社からサニー事業部の営業権を譲り受けて、帯広運輸支局エリアを販売エリアとするメーカー資本のサニー店系列販売会社として、日産サニー帯広販売株式会社を設立。
- 1971年5月6日 - 旭川日産自動車帯広支店[注釈 1]、道東日産自動車帯広支店[注釈 2]、日産プリンス帯広販売[注釈 3]から営業権を譲り受けた事業継承会社の日産サニー帯広販売株式会社[注釈 4]の商号を帯広日産自動車株式会社に改称した上で、帯広運輸支局エリアの日産販売会社2社と2支店が統合して一本化したメーカー資本の日産車全系列併売販売会社として、帯広日産自動車株式会社が発足[注釈 5]。
- 1974年10月 - 本社社屋・ショールーム・本社事務センターを帯広市大通南26丁目15番地[注釈 6]に新設。
- 1981年9月 - 帯広運輸支局エリアを販売エリアとするモーター店系列・サニー店系列の2系列併売販売会社として設立された帯広日産モーター株式会社[注釈 7]の分離独立により、日産店系列・プリンス店系列・チェリー店系列の3系列併売となる。
- 1987年6月 - 帯広日産モーター株式会社を吸収合併して帯広日産自動車株式会社に一本化、再度、日産車全系列併売となる。
- 1990年11月 - 帯広日産自動車株式会社の部品部を日産部品旭川販売株式会社（現・日産部品北海道販売株式会社）へ移籍。
- 2000年10月 - ドーム店に「ルノー帯広」を開設[注釈 8]。
- 2007年10月1日 - ドーム店に「ルノーサービス・サテライト帯広[注釈 9]」を開設。
- 2009年12月1日 - 釧路運輸支局管内エリアを販売エリアとする釧路日産自動車株式会社を吸収統合して、帯広運輸支局管内エリアを統括する帯広日産自動車株式会社 帯広本部と、釧路運輸支局管内エリアを統括する帯広日産自動車株式会社 釧路本部[注釈 10]（釧路日産本部）の2本部体制となる。
- 2019年8月1日 - 村松ホールディングス株式会社[注釈 11]が、日産ネットワークホールディングス株式会社全額出資の帯広日産自動車の全株式をマネジメント・バイアウト（MBO）方式で取得、メーカー資本から地元資本の日産販売会社となる[3]。

## 事業所

### 帯広本部（帯広運輸支局管内）エリア
- 帯広日産 ドーム店（帯広市西7条南20丁目1）
- 帯広日産 西16条店（帯広市西16条北1丁目21）
- 帯広日産 南29丁目店（帯広市大通南29丁目2）
- 帯広日産 音更店（河東郡音更町木野大通東15丁目2）
- 帯広日産 清水店（上川郡清水町南1条11丁目1）
- 帯広日産 広尾店（広尾郡広尾町東1条14丁目2）
- 帯広日産 幕別店（中川郡幕別町相川471-14）
- 帯広日産 本別店（中川郡本別町南4丁目121）
- 帯広日産 ギャラリー22／中古車店舗（帯広市西22条南3丁目21）

### 釧路本部（釧路運輸支局管内）エリア
- 釧路日産 クリスタル店（釧路市鳥取大通9丁目2）
- 釧路日産 宝町店（釧路市宝町3-1）
- 釧路日産 根室店（根室市宝林町4-136）
- 釧路日産 厚岸店（厚岸郡厚岸町白浜3-10）
- 釧路日産 中標津店（標津郡中標津町東21条南1丁目1）
- 釧路日産 マイカーセンター星が浦店／中古車店舗（釧路市星が浦大通2丁目7-6）

## 北海道内の日産各販売会社
- 北海道日産自動車
- 旭川日産自動車
- 札幌日産自動車
- 北見日産自動車
- 日産プリンス札幌販売
- 函館日産自動車